# Сент-Бернардс (футбольний клуб)
«Сент-Бернардс» (англ. St Bernard's Football Club) — шотландський футбольний клуб з Единбурга, створений 1874 року.

## Історія
Клуб починався як футбольна команда Третього единбурзького стрілецького корпусу добровольців (частина добровольчих сил) у 1874 році і був відомий під ім'ям 3rd ERV (англ. Third Edinburgh Rifle Volunteers). У 1878 році клуб відійшов від добровольчого руху, керівництво якого вважало що футбольна команда заважає. В результаті клуб було перейменовано на «Сент-Бернардс».
Клуб був одним із ініціаторів створення Шотландської футбольної ліги, втім у першому розіграші турніру участі не брав, не потрапивши у фінальний список команд-учасниць. А вже у вересні 1890 року клуб було виключено з футбольної ліги за професіоналізм, оскільки стало відомо, що команда проводить виплати гравцям, що на той момент було заборонено.
У 1983 році команду таки повернули до Шотландської футбольної ліги і в дебютному ж сезоні 1893/94 Першого дивізіону команда сенсаційно зайняла третє місце, що так і залишилось найкращим результатом команди за всю історію. Втім найбільше досягнення клуб досяг наступного року, вигравши Кубок Шотландії 1894/95.
За підсумками сезону 1899/00 клуб зайняв передостаннє 9-те місце та покинув вищий дивізіон, і в подальшому жодного разу не повертався до еліти шотландського футболу, хоча двічі, у 1900 та 1907 році клуб ставав переможцем Другого дивізіону.
У 1939 році, після початку Другої світової війни, чемпіонат було призупинено і в наступні роки «Сент-Бернардс» грав у регіональних лігах. У 1943 році помер один з директорів клубу, торговець вугіллям Купер, і виконавці волі померлого вимагали негайного погашення кредиту, який він надав клубу. Не маючи доходів, клуб був змушений продати єдиний актив, який він мав — стадіон «Роял Джимнезіум Граунд». Не маючи домашньої арени клуб змушений був припинити виступи.

## Досягнення
- Володар Кубка Шотландії: Кубок Шотландії 1894/95